# Сорокино (Куртамиський округ)
Соро́кино (рос. Сорокино) — присілок у складі Куртамиського округу Курганської області, Росія.
Населення — 111 осіб (2010, 174 у 2002).
Національний склад станом на 2002 рік:
- росіяни — 97 %